# هجوم قلعة بني حماد (1015)
هجوم قلعة بني حماد هي عملية عسكرية بقيادة كرامة بن المنصور في خضم الحرب الحمادية الزيرية. فبعد هزيمة قاسية في باجة قرر باديس ردع عمه بحملة على المغرب الأوسط، تقدم أولا نحو تامديت حيث وصله خبر وفاة ابنه، ثم إلى دكمة أين وصلته بيعة صاحب آشير و غيره، و في يوم الجمعة 20 أوت 1015 الموافق 2 ربيع الأول 406 للهجرة وصل باديس إلى المسيلة، فاستقبل الناس باديس و هم يشكرونه و يدعون له بالنجاح، لأنه «منحهم العدل و الأمان وكشف عنهم الجور والطغيان»، فاستقر باديس بها ستة أيام، ثم توجه نحو القلعة لكنه عاد دون قتال، فقرر بدل أن يمضي هو أن يرسل أخاه كرامة في جيش كبير، نحو قلعة بني حماد، قام هذا الجيش بتخريب القلعة لكن دون سفك للدماء، ردا على انتهاكات حماد، و كان في القلعة آنذاك إبراهيم أخ حمّاد و يده اليمنى، تحصن الأخير بأجزاء من القلعة، كما أرسل من يدمر القصور خارج القلعة كي لا تسقط بيد كرامة، وخلال هذا الهجوم، انشق الكثير من جند حمّاد و هربوا لباديس، لكن إبراهيم عاقبهم، «فأخذ إبراهيم  أبناءهم، وذبحهم على صدور أمهاتهم، ولما فرغ من الأطفال قتل الأمهات» و بعد هذا النصر الخفيف بتخريب حاضرة الحماديين، تقدم باديس نحو آشير، ثم إلى الشلف حيث حصل اللقاء.